# Aeroportul Internațional Nanchang Changbei
Aeroportul Internațional Nanchang Changbei (IATA: KHN, ICAO: ZSCN) este un aeroport din Lehua⁠(d), Xinjian District⁠(d), Nanchang⁠(d), Jiangxi, Republica Populară Chineză ce deservește zona Nanchang⁠(d). Aeroportul a fost tranzitat în 2023 de 10.205.783 de pasageri. A fost deschis în 10 septembrie 1999 și numit după zona deservită.
Situat la o altitudine de 44 m, aeroportul dispune de o singură pistă. Este operat de Capital Airport Holdings⁠(d).